# Gemeinjahr
Das Gemeinjahr bezeichnet in der Kalenderrechnung ein Jahr mit der – nach den Regeln des jeweiligen Kalenders – vorwiegenden, also normalerweise vorkommenden Anzahl von Tagen.
In allen Sonnenkalendern umfasst das Gemeinjahr genau 365 Tage.

## Reguläre Gemeinjahre
Der altägyptische Kalender kannte bis zur Kalenderreform von Ptolemaios III. im Jahr 237 v. Chr. (→Kanopus-Dekret) nur Gemeinjahre. Deshalb wanderte sein kalendarischer Neujahrstag durch alle Jahreszeiten (Wandeljahr).
Ganz ähnlich zu Ptolemaios führte Julius Caesar 45 v. Chr. auf Rat des Astronomen Sosigenes für seinen julianischen Kalender neue Schaltjahre zu 366 Tagen ein, die im Gegensatz zu den Gemeinjahren stehen.

## Ausnahmsweise Gemeinjahre
„Ausnahmsweise Gemeinjahre“ sind die Jahre, die nach Sosigenes’ Regel Schaltjahre wären, gemäß dem betrachteten Kalender aber doch keine Schaltjahre sind.

### Lilianische Gemeinjahre
Die ausnahmsweisen Gemeinjahre wurden zur besseren astronomischen Angleichung des Kalenderjahres an das tropische Jahr im Zuge der gregorianischen Kalenderreform eingeführt. Auf Vorschlag von Aloisius Lilius (daher der Name) gibt es in diesem Kalender drei säkulare, ausnahmsweise Gemeinjahre in jedem 400-Jahre-Zyklus (z. B. 1700, 1800, 1900; 2100, 2200, 2300; 2500 usw.). Im Durchschnitt also alle 133 1⁄3 Jahre.
Damit weicht der gregorianische Kalender derzeit um etwa 26¾ Sekunden vom tropischen Jahr ab (er ist länger als das tropische Jahr). Da letzteres sich überdies pro Jahrhundert um ca. eine halbe Sekunde verkürzt, wird der jährliche Fehler bald 27 Sekunden betragen (s. u.). Die gregorianische Regel war astronomisch vor etwa 6000 Jahren richtig.

### Milankovićianische Gemeinjahre
Im griechisch-orthodoxen Kalender gilt seit 1924  – auf Vorschlag von Milutin Milanković –  ein Zyklus von 900 Jahren, in dem sieben Schalttage ausgelassen werden; im Schnitt kommt es hier also alle 128 4⁄7 Jahre zu einem ausnahmsweisen Gemeinjahr, siehe Neujulianischer Kalender.
Nach dieser Regel kommt das Kalenderjahr dem tropischen Jahr bedeutend näher. Astronomisch genau ist diese Regel allerdings auch schon seit einigen Jahrhunderten nicht mehr.

### Mädlerianische Gemeinjahre
Nach der 1864 von Johann Heinrich von Mädler vorgeschlagenen strikten 128-Jahresregel des Mädler-Kalenders stimmt das Kalenderjahr  – gemäß VSOP2000 –  etwa im Jahr 2048 astronomisch exakt mit dem tropischen Jahr überein.